# Паукер, Карл Викторович
Карл Ви́кторович Па́укер (при рождении Кароль Виктор Паукер (пол. Karol Wiktor Pauker); 30 января 1893, Лемберг, Королевство Галиции и Лодомерии, Австро-Венгрия — 14 августа 1937, Москва, РСФСР, СССР) — руководящий сотрудник ОГПУ — НКВД СССР, начальник Оперативного отдела, затем — начальник Отдела охраны членов правительства ГУГБ НКВД СССР, в том числе И. В. Сталина. Комиссар государственной безопасности 2-го ранга (1935). Участник фабрикации ряда политических дел в 1935—1937 гг. Расстрелян в «особом порядке». Не реабилитирован.

## Биография
Родился 30 января (по старому стилю) 1893 года в Лемберге, в семье парикмахера Макса (Майера-Вольфа) Паукера и Эстер (Эрнестины, Тинки) Ротберг. Отец происходил из Тарнополя, мать из Лемберга. Окончил 4-классное начальное училище в Лемберге. С 1906 года работал театральным парикмахером, с 1912 года — кондитером. Жил в Будапеште, где работал в оперном театре гримёром и парикмахером.
В 1914 году, в связи с началом Первой мировой войны, Паукер был призван в Австро-венгерскую армию (по другим данным, призвался ещё в мае). Воевал в составе 35-го ландерского полка, затем — в 1-м уланском полку в Галиции, дослужился до фельдфебеля. В апреле 1915 года попал в плен к частям русской армии, содержался в лагере для военнопленных в Катта-Кургане в Туркестане. Участник движения военнопленных-интернационалистов в Самаркандской области. В марте 1917 года был освобождён. Жил в Самарканде, работал портным и парикмахером.

### Карьера в органах ВЧК-ОГПУ-НКВД
С октября 1917 года Паукер состоял в РСДРП(б). В 1917—1918 годах он — помощник военного коменданта области, затем — председатель полевого революционного трибунала. С декабря того же года — сотрудник Самаркандской ЧК, с января 1919 года — заведующий секретно-оперативной частью там же, одновременно — помощник председателя военно-революционного комитета. В 1920 году окончил курсы при Коммунистическом университете имени Я. М. Свердлова. Служил в РККА, был начальником польского отделения политотдела 46-й стрелковой дивизии 12-й армии.
В сентябре 1920 года назначен уполномоченным Иностранного отдела Особого отдела ВЧК. С 1 февраля 1922 года — заместитель, а с 12 мая 1923 года — начальник Оперативного отдела ОГПУ СССР. С 1924 года — начальник охраны И. В. Сталина. Как начальник оперативного отдела Карл Паукер руководил арестами и высылкой членов левой оппозиции. Один из активных участников фальсифицированных дел НКВД СССР, таких как «Кремлёвское дело», «Дело Московского центра». Укрепил охрану Сталина. Входил в группу сотрудников НКВД, подготовивших процесс над Г. Е. Зиновьевым и Л. Б. Каменевым. Одновременно с 1930 года — заместитель председателя спортивного общества «Динамо», председатель общества «Друг детей» при ОГПУ СССР, председатель общества «Автодор» Сокольнического района Москвы.
В 1935—1937 годах Карл Паукер — член ЦИК СССР.
В 1936 году, после смещения Г. Г. Ягоды и прихода на пост главы НКВД Н. И. Ежова, Паукер какое-то время оставался на высших постах в руководстве НКВД. В ноябре 1936 — апреле 1937 года — начальник 1-го отдела (охраны) ГУГБ. Принял участие в организации процессов над К. Б. Радеком и Г. Л. Пятаковым, а также М. Н. Рютиным зимой 1937 года.

### Отношения со Сталиным
По высказываниям ряда исследователей и современников, после того, как Паукер стал личным телохранителем И. Сталина, между ними установились достаточно доверительные отношения. Паукер нередко развлекал вождя анекдотами и пародиями, брил его «как самый настоящий лакей», вёл кремлёвские застолья, играл деда Мороза на кремлёвских ёлках. Как пишет А. М. Орлов, Паукер «изучил сталинские вкусы и научился угадывать его малейшие желания… Подметив, что Сталин, желая казаться повыше ростом, предпочитает обувь на высоких каблуках, Паукер решил нарастить ему ещё несколько сантиметров. Он изобрёл для Сталина сапоги специального покроя с необычно высокими каблуками, частично спрятанными в задник…» В своей книге «Тайная история сталинских преступлений» Орлов описывает следующий случай, произошедший 20 декабря 1936 года:

Сталин дал торжественный обед для узкого круга руководителей НКВД в связи с годовщиной основания органов безопасности… Когда все основательно напились, Паукер на потеху Сталину стал изображать, как вёл себя Зиновьев, когда его тащили на казнь. Два офицера НКВД исполняли роль надзирателей, а Паукер играл Зиновьева. Он упирался, повисал на руках у офицеров, стонал и гримасничал, затем упал на колени и, хватая офицеров за сапоги, выкрикивал: «Ради Бога, товарищи, позовите Иосифа Виссарионовича!» Сталин громко хохотал…

Сталин ценил Паукера и даже подарил ему два автомобиля — «Cadillac» и «Lincoln». Для членов же Политбюро Паукер стал своего рода поставщиком дефицитных товаров.

Отец терпеть не мог, когда люди старались подчеркнуть свою близость к нему, угодничали перед ним. Он считал подобное поведение неискренним. Считал, что так ведут себя те, кто носит камень за пазухой. Часто приводил в пример Паукера. «Каким верным казался Паукер, тенью моей был, а когда я не назначил его вместо Ягоды, сразу же переметнулся к троцкистам».

### Гибель
15 апреля 1937 года Карл Паукер был исключён из партии и уволен из органов НКВД, а 19 апреля 1937 года арестован по обвинению в «подготовке покушения на И. В. Сталина». Внесён в сталинские расстрельные списки в «особом порядке» от 16 июня 1937 года и от 14 августа 1937 года («за» 1-ю категорию выступили Сталин, Молотов, Жданов и Ежов). 14 августа 1937 года оформлен к расстрелу «в особом порядке». Казнён в тот же день. Вместе с ним в «особом порядке» были расстреляны Г. Е. Прокофьев, А. М. Шанин, заместитель Паукера по Оперативному отделу ОГПУ — НКВД З. И. Волович с женой, С. Г. Фирин, В. В. Григорьев, Г. В. Голов, И. Ю. Лоренс, И. В. Запорожец, прочие руководящие и оперативные сотрудники НКВД СССР (всего — 25 осуждённых). Место захоронения — могила невостребованных прахов № 1 крематория Донского кладбища. В посмертной реабилитации отказано.

## Награды
- Орден Красного Знамени (1927) (лишён посмертно Постановлением ЦИК СССР от 7.6.1937)[13]
- Орден Красного Знамени (1931) (лишён посмертно Постановлением ЦИК СССР от 7.6.1937)[13]
- Орден Красной Звезды (14 мая 1936) — «за организацию и проведение образцового порядка в день первомайского парада и демонстрации» (лишён посмертно Постановлением ЦИК СССР от 7.6.1937)[14]
- знак «Почётный работник ВЧК-ОГПУ» (1922)
- знак «Почётный работник ВЧК-ОГПУ» (1932)

### Семья
Брат — Георгий (Зигмунт) Викторович Паукер (1895—1937), капитан госбезопасности, расстрелян.